# Shinnosuke Kinoshita
Shinnosuke Kinoshita (japanisch 木下 慎之輔 Kinoshita Shinnosuke; * 9. Mai 2004 in der Präfektur Osaka) ist ein japanischer Fußballspieler.

## Karriere
Shinnosuke Kinoshita erlernte das Fußballspielen in der Jugend von Cerezo Osaka. Hier unterschrieb er am 1. Februar 2023 auch seinen ersten Vertrag. Der Verein aus Osaka spielte in der ersten Liga, der J1 League. In seiner ersten Spielzeit kam er in Osaka nicht zum Einsatz. Die Saison 2024 wurde er an den Drittligisten Gainare Tottori ausgeliehen. Für den Verein aus der Präfektur Tottori bestritt er zwei Ligaspiele. Nach der Ausleihe wurde er zu Beginn der Saison 2025 an den Regionalligisten Nankatsu SC ausgeliehen. Mit dem Verein spielt er in der fünften Liga. Hier tritt er in der Kantō Soccer League (Div. 1) an.